# Gestreifter Fadenfisch
Der Gestreifte Fadenfisch (Trichogaster bejeus, Syn.: Colisa fasciata, Trichogaster fasciata) ist ein auf dem indischen Subkontinent weit verbreiteter Labyrinthfisch, der zu den „Westlichen Fadenfischen“ gezählt wird.

## Merkmale
Mit einer Gesamtlänge von bis zu zwölf Zentimeter ist der Gestreifte Fadenfisch die größte der in der Labyrinthfischgattung Trichogaster zusammengefassten vier Arten „Westlicher Fadenfische“. Die Grundfarbe des gestreckten Körpers reicht von einer hellen Mischung aus Grün und Ockerbraun (das entspricht der Grundfärbung der Weibchen) bis zu einem kräftigen Rotbraun bei adulten Männchen. Zwei schmale weiße Kinnbänder reichen vom einen zum anderen unteren Augenrand. Zehn bis zwölf je nach Stimmung hell- bis dunkelblaue Vertikalbänder beginnen im Bereich der Kiemen und verteilen sich bis zur Schwanzflossenwurzel. Vom hinteren Augenende bis zum Ansatz der Schwanzflosse zieht sich ein deutliches dunkles Band, das sich, wiederum stimmungs- und situationsabhängig, in eine Reihe markanter oder fahler Punkte auflösen kann. Die Afterflosse der Weibchen erscheint leicht bläulich, verfügt im Bereich der Hartstrahlen über einen gelblichen Rand und ist wie die Rückenflosse gerundet. Geschlechtsreife  Männchen tragen deutlich größere Flossen und ihre Rücken- und Afterflossen enden spitz. Ihre Afterflosse leuchtet türkisblau und ist kräftig rot gesäumt. Brust und Kehle sind dunkelblau bis annähernd schwarz. Die Schwanzflosse beider Geschlechter ist rund und leicht eingebuchtet; bei Männchen zeigen sich weißliche bis bläuliche kleine Punkte.
Flossenformel: Dorsale XV–XVII/9–14, Anale XV–XVIII/14–19.

## Ökologie
Gestreifte Fadenfische wurden durch den Menschen direkt (Aussetzen) und indirekt (vernetzter Reisanbau) so weit über den indischen Subkontinent verbreitet, dass ihre ursprüngliche Heimat nicht mehr feststellbar ist. Heute sind sie in den Ebenen entlang der indischen Ostküste (Koromandelküste) und im gesamten nördlichen Tiefland Indiens (Bundesstaaten: Tamil Nadu, Chhattisgarh, Madhya Pradesh, Rajasthan, Punjab, Westbengalen, Haryana, Jharkhand, Meghalaya, Assam und Manipur) sowie in den Nachbarstaaten Bangladesch und Nepal nachgewiesen. Über ihr Leben in Fließgewässern ist nichts bekannt. Nachweise stammen aus Schwemmland- und Überflutungsbereichen, Deltas und Kulturland (Reisfelder, ruhige Kanäle). In der Natur vorgefundene Schaumnester sind groß und meistens zwischen Vegetation angelegt. Offenbar werden auch Pflanzenteile in die Schaumnester eingebaut.

## Fortpflanzung
Zur Fortpflanzung bauen die Männchen ein Schaumnest, unter dem die Eiablage erfolgt. Gestreifte Fadenfische betreiben die Brutpflege als reine Vaterfamilie (Details unter Fadenfische). 

## Bedeutung für den Menschen
In ihrer Heimat sind Gestreifte Fadenfische im regelmäßigen Angebot als lebende, frischtote oder getrocknete Speisefische und als Bestandteil von Fischmehl. Seit ihrer Ersteinfuhr und Erstzucht durch den Tierhändler Paul Matte, Berlin, im Jahr 1897, sind Gestreifte Fadenfische populäre, jedoch nicht regelmäßig angebotene Aquarienfische.

## Systematik
Der Gestreifte Fadenfisch wurde bis September 2022 unter der wissenschaftlichen Bezeichnung Trichogaster fasciatus geführt, die 1801 durch die deutschen Naturforscher Bloch und Schneider vergeben wurde. Als Typuslokalität ist „Tranquebar, India“ angegeben. Das einzige Typusexemplar ist verschollen. Basierend auf der ursprünglichen Beschreibung und der Untersuchung von Topotypen, wurde in einer im September 2022 veröffentlichten Arbeit ermittelt, dass es sich bei der 1801 durch Bloch und Schneider beschriebenen Fischart um den Zwergfadenfisch handelt und dass die 1822 durch den schottisch-britischen Ichthyologen Francis Buchanan-Hamilton eingeführte Bezeichnung Trichopodus bejeus der korrekte wissenschaftliche Name des Gestreiften Fadenfisches ist.
In aquaristischen und wissenschaftlichen Arbeiten kam es in der Vergangenheit immer wieder zu Verwechslungen mit dem nahe verwandten Trichogaster labiosus (Day 1877), dem Dicklippigen Fadenfisch. Mit dieser bis nach Myanmar verbreiteten Schwesterart hat der Gestreifte Fadenfisch einige morphometrische Werte gemeinsam und es sind fertile Bastarde bekannt. Weil aber auch ebenso viele trennende Merkmale bestehen und deutliche Unterschiede im Erbgut ermittelt wurden, sind beide Arten als valid anerkannt.
Synonyme: Colisa fasciata Bloch & Schneider 1801, Polyacanthus fasciatus Bloch & Schneider 1801, Trichopodus colisa Hamilton 1822, Trichopodus cotra Hamilton 1822, Colisa ponticeriana Valenciennes in Cuvier & Valenciennes 1831, Colisa vulgaris Valenciennes in Cuvier & Valenciennes 1831.